# Clay County, Mississippi
Clay County är ett administrativt område i delstaten Mississippi, USA, med 20 634 invånare. Den administrativa huvudorten (county seat) är West Point. 

## Geografi
Enligt United States Census Bureau har countyt en total area på 1 077km². 1 059 km² av den arean är land och 19 km² är vatten. 

### Angränsande countyn
- Chickasaw County - nord
- Monroe County - nordost
- Lowndes County - sydost
- Oktibbeha County - syd
- Webster County - väst